# Trox montanus
Trox montanus är en skalbaggsart som beskrevs av Hermann Julius Kolbe 1891. Trox montanus ingår i släktet Trox och familjen knotbaggar. Inga underarter finns listade i Catalogue of Life.